# Grass (documentário)
Documentário canadense que relata a política de combate à maconha nos Estados Unidos da América e sua imposição a outras áreas do mundo. Aborda os gastos orçamentários do Estado, os movimentos sociais envolvidos, as personalidades políticas que inseriram-se neste "combate".
O documentário possui extenso material retirado de outros filmes, como uma apresentação do baterista Gene Krupa, o relato de John Lennon sobre o uso de entorpecentes, discursos de Ronald Reagan e Dwight D. Eisenhower e demais artistas, intelectuais e pensadores.
O documentário não realiza apologia ao uso do entorpecente, mas discute, em termos gerais, quanto um Estado pode interferir na liberdade de escolha e na liberdade de cada cidadão.